# Сезонска сеоба стоке у Србији
Сезонска сеоба стоке се практикује у планинским областима Србије. Зависно од обласи, ова пракса позната је као издиг, здиг или бачијање. Подразумева одвођење стоке, најчешће оваца и говеда, а некада и коза, из нижих предела у којима борави током зиме, ка планинским пашњацима на којима борави лети. У зависности од временских прилика, сеоба обично траје од пролећа до јесени. Стока се одводи у великим стадима, која најчешће броје од неколико десетина до неколико стотина грла. Стада се формирају од стоке која је у власништву више и заједнички се изводи на испашу.
Пракса бачијања или издига односно здига уврштена је 2024. године на листу нематеријалног културног наслеђа Србије. Слична пракса у многим деловима Европе позната је под именом трансхумација и 2019. године уврштена је на Унескову листу нематеријалног културног наслеђа света.
Бачије су заступљене у суседној Македонији, Бугарској, Румунији, у карпатским областима Словачке, у Пољској, а постоје неке сличности у начину сточарења и прераде млека код народа на Балкану и на Кавказу.

## Опис
Пракса сезонске сеобе стоке подразумева одвођење стоке, углавном оваца и говеда, из нижих, топлијих предела у којима борави током зиме, ка планинским пашњацима на којима борави у летњем периоду. Стадима иду власници стоке и пастири (чобани). У зависности од временских прилика, стада остају на планини обично од Ђурђевдана до Митровдана. Најчешће броје од неколико десетина до неколико стотина грла, у власништву више домаћинстава. Домаћинства се удружују и формирају стада која се заједнички изводе на испашу.
Породична газдинства, се добровољно удружују како би заједнички организовали сеобу стоке, њено чување и прераду млека током боравка на планини. За њихов боравак постоје посебна, за то уређена места. У Источној Србији ова места називају се бачије, а у западној Србији катуни.

### Разлика између бачије и катуна
Основна разлика између бачијског и катунског сточарења је да на катунима сточари заједно изгоне стоку на планинске испаше али је индивидуално чувају и свако домаћинство посебно прерађује млеко, док на бачијама добровољна заједница сеоских домаћинстава заједнички чува стоку, музе је, прерађује млеко и продаје производе.
Катуни се граде као трајније грађевине за становање и карактеристични су више за планинске крајеве јужне Србије, Македоније, Шар-планине и Динарску област, док се у планинама североисточне Србије користила најчешће привремена станишта за бачијање и специфична организација чувања оваца и прераде млека.

## Историја
Бачијање, издиг или трансхумација као облик традиционалне сточарске заједнице потиче још из старог века. Одржала се за време Римског царства, Византије, у српским државама током средњег века и Османског царства, све до данашњих дана. У Србији се, у смањеном обиму и у траговима, још увек се може срести у планинским пределима.
Забележено је да су у време турског господарства бачије најчешће биле својина турских паша, бегова или ага који су били власници најбољих, најугледнијих и најбогатијих пашњака и сувата. За потребе бачијања они су подизали на пасиштима читаве насеобине са свим потребним и удобностима. То су била стална бачила, чији су се трагови и касније вмогли видети на падинама Шар-планине. Забележени су примери да су у то време Срби и Турци заједно бачијали. Након особођења овај посао се развија нешто живље код Срба, мада је запажена и појава, да су Турци, после ослобођења Јужне Србије, нарочито желели и тражили заједничко бачијање са Србима. Да бачијање буде добро припремљено, бачијари или ортаци имали су добро особље за прераду млека, без којега је овај посао потпуно немогућ. Осим господара бачију су састављали још: ћаја, бач, фичор, котарџија, сулакџија, одаџија, редари и чобани.
Систем бачијске организације сличан је код Срба, Влаха и других етничких група. Сава Милосављевић, у својој књизи Бачијање на Шар-планини, о томе почетком 20. века пише: „Бачијање јe, без сумње, један од најстаријих обичаја нашега народа, који
је овде, под Шаром, очуван још и у најбољем стању; али се не може рећи да су овај начин газдовања са стоком Турци примили од Срба, Влаха, Куцо-Влаха или Грка. Познато је да се y бачијање уводе поглавито овце, кад му је смер прерада млека у сир, масло и урду, не само за исхрану, већ и за трговину која је била и веома жива и веома добра, А млечни производи и овчије месо, било свеже или суво, главна су и омиљена храна готово свих нехришћанских народа. Стога се може претпоставити, да је бачијање постојало и у самих Турака и Арнаута, иако, можда, нешто друкчије него код Срба, према обичајима, месним приликама и вери тих народа.”
Прерада млека у оквиру задружних бачија, којом руководи специјализовано лице „бач“, у пиротском крају започиње пред крај турске владавине. Домаћинство за своје потребе задржава мањи број оваца, а већи део стада даје у бачију, „под кесим“ на пашњацима где је обављана мужа, комплетна производња качкаваља и трговина. Период „кесима“ је трајао све до велике економске кризе, када се због нерентабилности гаси, а организацију бачијања преузима задруга. Забележено је да је прва задруга у Дојкинцима основана 1921. године. За почетак израде чувеног пиротског качкаваља сматра се 1882. година када је Љубомир Костић из села Брлога научио вештину израде овог чувеног сира.

## Региони у којима се практикује
Ова пракса у Србији заступљена је у планинским областима:
- Источна Србија — општине Бољевац, Бор, Мајданпек, Петровац на Млави
- Хомоље — Општина Жагубица и делимично Стара планина
- Западна Србија — подручје Пештерске висоравни, Општина Сјеница
- Косово и Метохија — Шар-планина[2]
- Банат и други равничарски предели[4]

Пракса је, под називом бачијање, позната и у Северној Македонији, на Шар-планини. Под термином издиг и данас се практикује у Црној Гори. У Европи је позната као трансхумација и као таква је 2019. године уврштена на Унескову листу нематеријалног културног наслеђа света. Године 2023. унос је ревидиран, па се сада листи земаља у којима се ова пракса спроводи налазе Албанија, Андора, Аустрија, Хрватска, Француска, Грчка, Италија, Луксембург, Румунија и Шпанија.

## Сезонске сеобе стоке данас
На Дубашници и Малинику је 2001. године забележено 27 бачија, док их је 2017. у Бољетину код Мајданпека било само 8. Године 2019. је на Брезовици, на Кучајским планинама, организована бачија са 160 оваца у власништву 15 породица из Подгорца, Боговине и Злота. Радећи на рурарном развоју, покрет за развој Источне Србије Village сваке године посећује бачије у планинском делу Јужног Кучаја. Данас је половина светских природних пашњака деградирана прекомерним искоришћавањем и утицајем климатских промена, чиме се у опасност доводи прехрамбена сигурност, као и егзистенција пољопривредника.